# Das Ich
Das Ich är ett tyskt industri/gothsynthband, bildat 1989.

## Medlemmar

### Ordinarie medlemmar
- Stefan Ackermann – sång, text
- Bruno Kramm – komposition, instrument, bakgrundssång

### Medarbetare vid liveframträdanden
- Kain Gabriel Simon (2000–)
- Daniel Galda (1994–1999)
- Chad Blinman (1994–1996)
- Jakob Lang (1998–1999)
- Michael Schmid (1999–2000)
- Ringo Müller (2006)
- Damian “Plague” Hrunka (2000–)
- Martin Söffker – keyboard, bakgrundssång (2008–)

## Diskografi

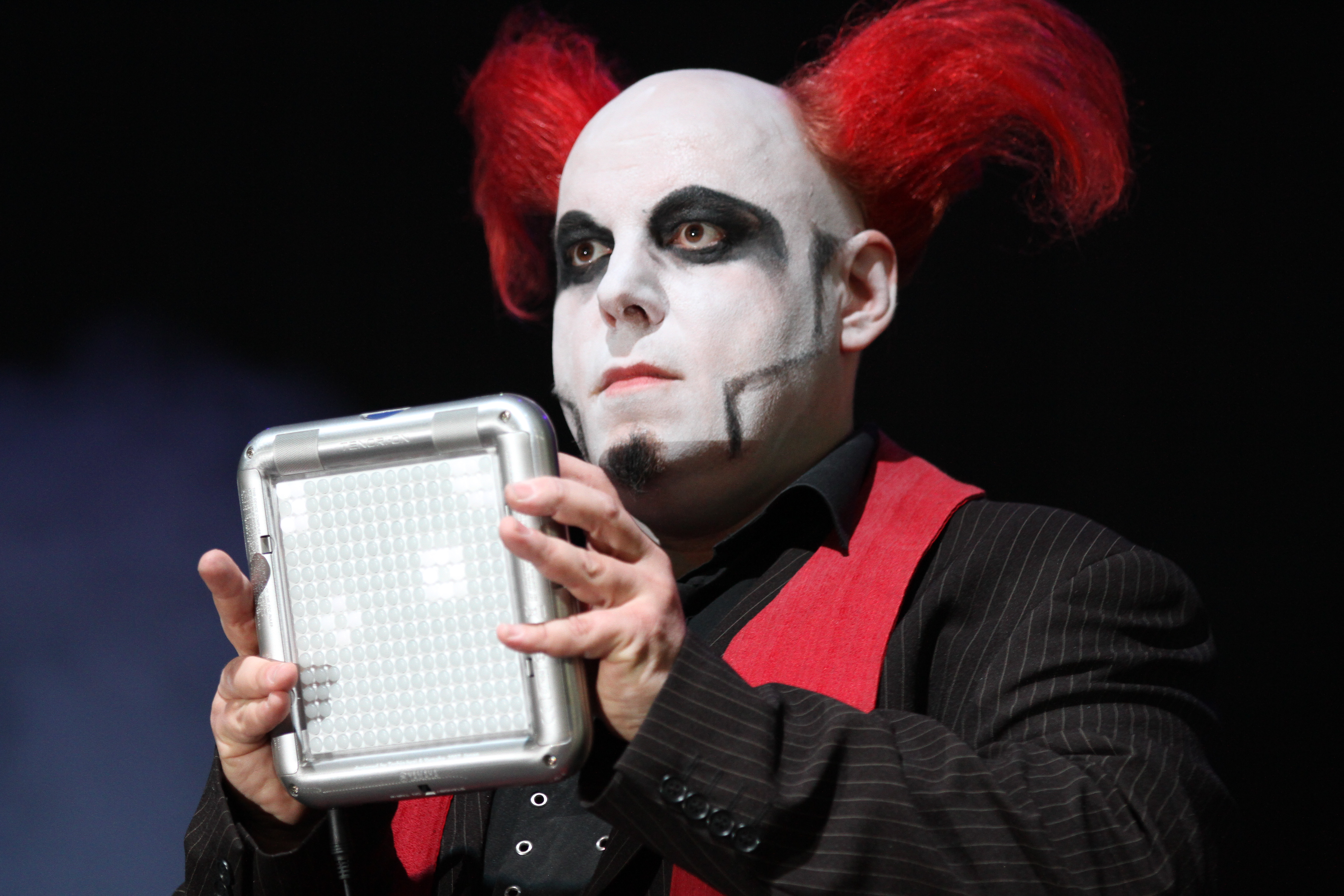
Bruno Kramm (Wave-Gotik-Treffen 2013)

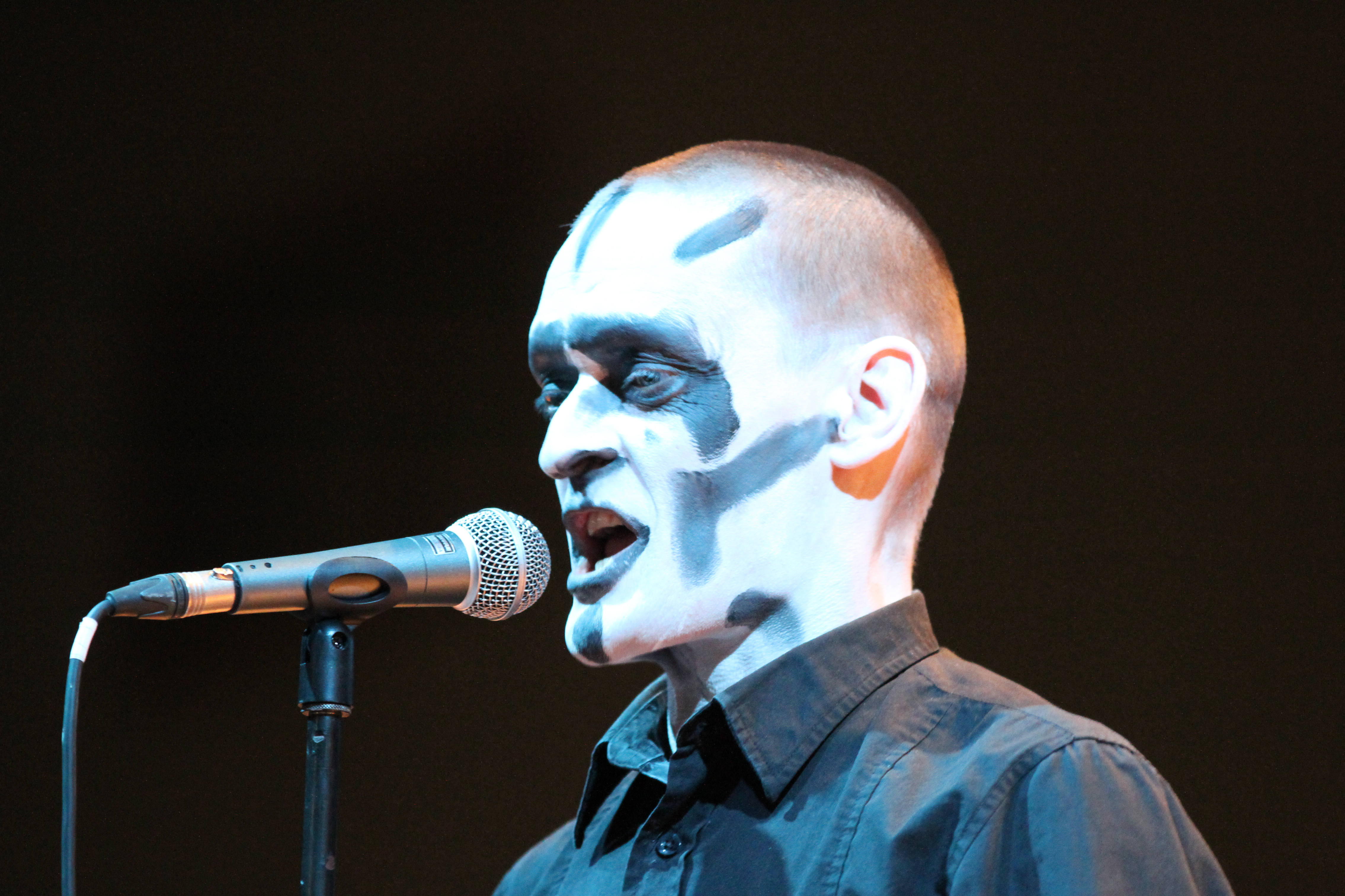
Stefan Ackermann (WGT 2013)

### Studioalbum
- 1991: Die Propheten
- 1994: Staub
- 1995: Feuer
- 1995: Die Liebe
- 1996: Das innere Ich
- 1997: Egodram
- 1998: Morgue
- 2002: Anti'christ
- 2004: LAVA:Glut ("LAVA:Ember")
- 2006: Cabaret

### Remixalbum
- 2000: Re-Laborat
- 2004: LAVA:Asche

### Samlingsalbum
- 1999: Re-Kapitulation
- 2003: Relikt
- 2007: Addendum

### Videoalbum
- 2002: Momentum

### EP
- 1990: Satanische Verse
- 1997: Destillat
- 2008: Kannibale

### Singlar
- 1994: "Stigma"
- 1996: "Kindgott"